# わたしは女優志願
『わたしは女優志願』（I Ought to Be in Pictures）は1982年のアメリカ合衆国の映画。
ハーバート・ロス監督によるコメディドラマ映画で、 1980年にブロードウェイで公演されたニール・サイモンの劇に基づきサイモン自身が脚本を担当。出演はウォルター・マッソー、アン・マーグレットなど。

## ストーリー
19歳の娘リビーは、女優になる夢を目指しハリウッドへと向かい、そこで父親のハーバートと16年ぶりの再会を果たす。

## キャスト
※括弧内は日本語吹替（初回放送1986年7月25日 TBS『金曜ロードショー』）
- ハーバート・タッカー：ウォルター・マッソー（富田耕生）
- ステフィ・ブロンデル：アン・マーグレット（高畑淳子）
- リビー・タッカー：ダイナ・マノフ（小山茉美）
- ゴードン：ランス・ゲスト（江原正士）
- ラビ：カルバン・アンデル
- シェリー：シェルビー・バリク
- ハリー：ラリー・バートン
- マーティ：ユージン・バトラー
- バスの少年：マイケル・ダディコフ
- モンティ：マーティン・フェレロ（小島敏彦）

その他吹替：朝戸鉄也

## スタッフ
- 監督：ハーバート・ロス
- 製作：ハーバート・ロス、ニール・サイモン
- 製作総指揮：ロジャー・M・ロススタイン
- 脚本：ニール・サイモン
- 撮影：デヴィッド・M・ウォルシュ
- 編集：シドニー・レビン
- 音楽：マーヴィン・ハムリッシュ